# جورج كامسل
جورج هنري كامسل (27 نوفمبر 1902 - 7 مارس 1966) كان لاعب كرة قدم إنجليزي سجل 325 هدفًا في الدوري في 419 مباراة لميدلسبره، و18 هدفًا في تسع مباريات مع إنجلترا. سجل 59 هدفًا في موسم واحد (1926–27) لميدلسبره كان رقمًا قياسيًا في دوري كرة القدم في ذلك الوقت، ولم يتفوق إلا مرة واحدة في المباراة الإنجليزية على يد ديكسي دين من إيفرتون في 1927-1928. هاتريك التسعة في ذلك الموسم يظل رقماً قياسياً في دوري كرة القدم. كما أنه يحمل أعلى نسبة من الأهداف إلى المباريات لإنجلترا مقارنة بأي شخص لعب أكثر من لاعب دولي واحد.

## مهنة النادي
ولد كامسيل في فرامويلجيت مور، مدينة دورهام عام 1902، وعمل كعامل منجم ولعب في مدينة دورهام. لفت انتباه ميدلسبره بعد أن سجل 21 هدفًا في 20 مباراة في موسم واحد ووقع على ميدلسبره في 6 أكتوبر 1925 بمبلغ 500 جنيه إسترليني كان أول ظهور له ضد نوتنغهام فورست في 31 أكتوبر 1925. سجل ثلاثة أهداف لميدلسبره في موسم 1925-1926.
سجل نادي ميدلسبره 59 هدفًا في الدوري في 37 مباراة و63 هدفًا في جميع المسابقات في موسم واحد. لقد أنجز هذا العمل الفذ في موسم 1926–27، وهو أول موسم كامل له مع ميدلزبره. بعد أن كافح في البداية من أجل وقت المباراة وكاد أن ينضم إلى بارنسلي، ظهر لأول مرة في الموسم في 18 سبتمبر 1926 بعد تعرض جيمي ماكليلاند لإصابة. بعد أن فشل في التسجيل في ذلك اليوم، فشل كامسيل في التسجيل في مناسبتين أخريين فقط في المباريات الـ 25 التالية، حيث خاض 12 مباراة متتالية سجل فيها مرة واحدة على الأقل. سجل خمسة أهداف في يوم عيد الميلاد عام 1926 ضد مانشستر سيتي واثنين آخرين في مباراة الإياب في 27 ديسمبر. في فبراير 1927، حطم كامسيل الرقم القياسي لأهداف الدوري في موسم واحد من قبل لاعب، بعد أن تجاوز مجموع أهداف جيمي كوكسون البالغ 44 (لشيسترفيلد في 1925-1926). لا يزال 59 هو ثاني أكبر عدد من الأهداف المسجلة وأعلى رقم متساوٍ في جميع المسابقات في موسم واحد من الدوري الإنجليزي، خلف ديكسي دين 60 في الدوري ومجموع 100 هدف بعد عام. الثلاثيات التسع التي سجلها كامسيل في ذلك الموسم لا تزال رقماً قياسياً في اللغة الإنجليزية لمعظم مواسم الدوري.
كان كامسيل هداف ميدلسبره في كل موسم من المواسم العشرة الأولى الكاملة له، وحصل على 30 على الأقل في كل من الخمسة الأولى والعاشرة. بين عامي 1925 و1939، سجل كامسيل 345 هدفًا في 453 مباراة لميدلسبره، بما في ذلك 325 هدفًا في الدوري (خامس أعلى مجموع إنجليزي على الإطلاق). وشملت أهدافه 24 ثلاثية مع النادي. لعب آخر مباراة له في الدوري مع ميدلسبره ضد ليستر سيتي في أيريسوم بارك في 10 أبريل 1939، بفوز 3-2. وسجل كامسيل الهدف الافتتاحي. واصل اللعب معهم حتى عام 1940 بعد توقف موسم دوري كرة القدم 1939-40 أثناء الحرب العالمية الثانية، حيث لعب في منافسات زمن الحرب.

## المسيرة الدولية
كما خاض كامسيل تسع مباريات دولية مع إنجلترا، وسجل 18 هدفًا. هذه هي أعلى نسبة من الأهداف إلى المباريات لأي شخص لعب أكثر من لاعب دولي واحد. تضمنت أهدافه ثلاثية في الفوز 6-0 على ويلز في 20 نوفمبر 1929 في بطولة بريطانيا الرئيسية عام 1930 وأربعة أهداف في مباراة ضد بلجيكا في 11 مايو 1929. سجل في كل مباراة لعبها مع منتخب إنجلترا. مبارياته التسعة المتتالية في التهديف تأتي في المرتبة الثانية بعد ستيف بلومر.

## مهنة التدريب
خلال الحرب العالمية الثانية، عمل كامسيل في المصانع المحلية. بعد الحرب، عمل مع طاقم غرفة الدعم في ميدلسبره، في البداية كمستكشف، حيث اكتشف براين كلوف الشاب. ثم أصبح مدربًا وفي النهاية مساعد سكرتير النادي.

## الموت والإرث
اعتزل كامسيل اللعب عام 1963 وتوفي عام 1966 عن عمر يناهز 63 عامًا، قبل وقت قصير من نهائيات كأس العالم في ذلك العام. تمت تسمية جناح في ملعب ريفرسايد بمدينة ميدلسبره باسمه، وفي عام 2015، بدأت الدعوات لوضع تمثال لكامسيل خارج الاستاد، لينضم إلى جناح جورج هاردويك وويلف مانيون. وقال متحدث باسم النادي إن مثل هذا التكريم لا يمكن استبعاده، مضيفًا: «بصفتنا نادٍ نكرم أبطالنا السابقين ونحترمهم، وجورج كامسيل هو بالتأكيد أحد هؤلاء».

## روابط خارجية
- الملف الشخصي على www.englandfc.com
- الملف الشخصي على www.englandstats.com